# Stanisław Froelich

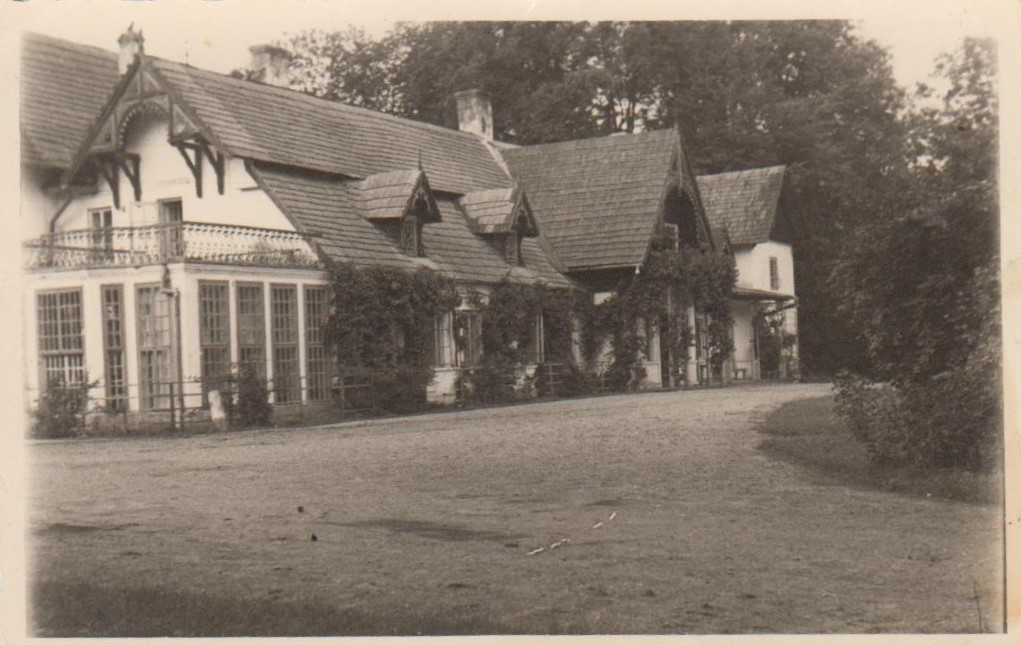
Dwór Stanisława Froelicha w Rudzie Malenieckiej

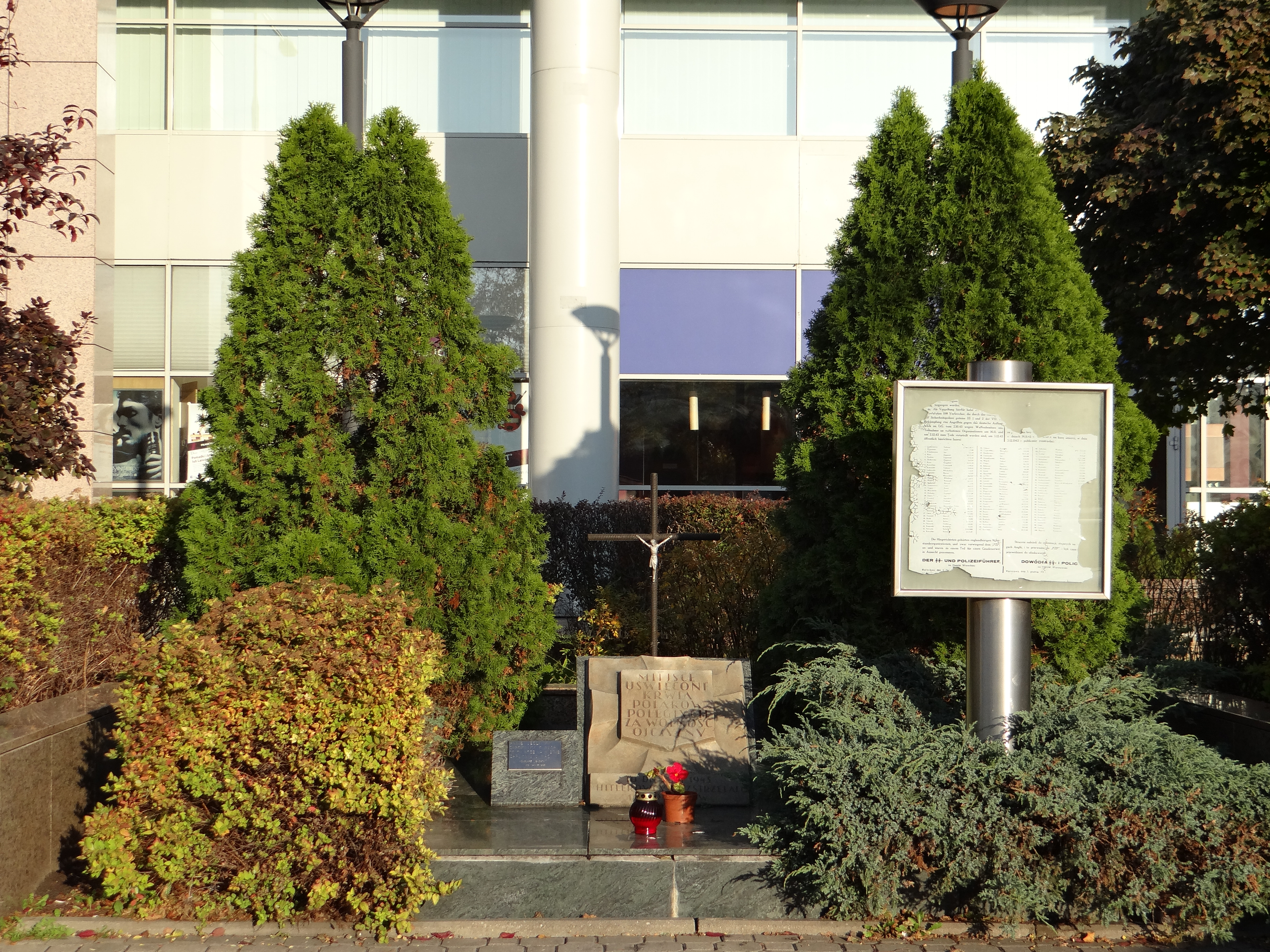
Tablica przy ul. Puławskiej 13, upamiętniająca egzekucję zakładników Gestapo, miejsce śmierci Stanisława Froelicha

Stanisław Jan Froelich, herbu Froelich, ps. „Hieronim Rudzki”, urodzony 8 stycznia 1904 w Rudzie Malenieckiej,
rozstrzelany 3 grudnia 1943 w Warszawie przez Gestapo, syn Władysława Froelicha i Heleny Lili Jankowskiej.
Magister praw, ziemianin, dziedzic majątku rodzinnego, działacz AK, współtwórca NOW, NSZ i SCN, filister Korporacji Akademickiej Sarmatia. Krewny Stanisława Jankowskiego, ps „Agaton”.

## Życiorys
Absolwent Liceum im. J. Zamoyskiego w Warszawie 1922, jako maturzysta działacz Narodowego Związku Młodzieży Akademickiej, członek redakcji czasopisma Zjednoczonej Młodzieży Wszechpolskiej „Słowo”).
Uzyskał wykształcenie prawnicze na Uniwersytecie Warszawskim. W okresie studiów był aktywnym działaczem polskiego ruchu korporacyjnego (wiceprezes IV i V kadencji ZPK!A – Związku Polskich Korporacji Akademickich, dwukrotny prezes Korporacji Akademickiej Sarmatia).
Był właścicielem i administratorem majątku Ruda Maleniecka, który obejmował wówczas 1450 h i w którego skład wchodziły grunty rolne, stawy, łąki, lasy, tartak, młyn, doświadczalna stacja rybacka, założona jeszcze przez jego dziadka Felicjana Jankowskiego, oraz Stalma, fabryka narzędzi rolniczych w Maleńcu, dziś Muzeum Techniki. We dworze w Rudzie Malenieckiej w czasie wojny ukrywał się między innymi major „Hubal”, ostatni polski zagończyk w czasie II wojny światowej.
18 kwietnia 1932 Stanisław Froelich ożenił się w Warszawie z Marią Anną Lisicką, córką lekarza Juliusza Lisickiego i Haliny Jankowskiej. Dwa lata później urodziła się córka Krystyna Maria.
Jako porucznik rezerwy Stanisław Froelich brał udział w kampanii wrześniowej w 1 pułku Ułanów Krechowieckich, w wojnie obronnej był oficerem rezerwy 8 pułku ułanów. Uciekł z oflagu i włączył się do działalności konspiracyjnej.
W czasie wojny był aktywnym członkiem konspiracyjnej organizacji ziemiańskiej „Uprawa”, założonej w 1940 r. „Uprawa” niosła pomoc wysiedlonym z terenów wcielonych do Rzeszy, gromadziła fundusze niezbędne do wykupywania z więzień aresztowanych, zaopatrywała w żywność oddziały Armii Krajowej.
Organizował władze krajowe Narodowej Organizacji Wojskowej (NOW), współtworzył struktury NOW, a następnie Narodowe Siły Zbrojne (NZS) na terenie powiatu koneckiego. Aresztowany pod koniec 1940 uciekł z więzienia i ukrywał się w Warszawie pod fałszywym nazwiskiem. Związał się z grupą „Szańca”. W 1942 wstąpił do Służby Cywilnej Narodu, której przewodniczył Kazimierz Gluziński i został jego zastępcą jako przedstawiciel Stronnictwa Narodowego. Objął swoim kierownictwem Wydział Organizacyjny. Nosił wówczas pseudonim “Hieronim Rudzki”. Poszukiwany przez Gestapo ukrywał się w Podkowie Leśnej. Został aresztowany 10 listopada 1943 i uwięziony na Pawiaku. Po przesłuchaniach w siedzibie Gestapo na Al. Szucha został rozstrzelany 3 grudnia 1943 w masowej egzekucji na ul. Puławskiej w Warszawie. 100 zakładników rozstrzelano w odwecie za atak na niemieckie „budy” policyjne, przeprowadzony w tym miejscu poprzedniego dnia przez żołnierzy Kedywu AK. Jego symboliczne miejsce spoczynku znajduje się w rodzinnym grobowcu Froelichów na Cmentarzu Ewangelickim w Warszawie.
Żona Stanisława Froelicha z córką Krystyną (ur. 24 lutego 1934) oraz matką Heleną pozostały w Rudzie Malenieckiej aż do końca wojny. Niebawem władze komunistyczne, powołując się na dekret o reformie rolnej, usunęły rodzinę Froelicha z dworu oraz odebrały majątek. Zaopiekowała się nimi czasowo rodzina Zyngerów z Żarnowa, dokąd odwiózł je zaprzyjaźniony z rodziną Froelichów mieszkaniec wsi Budków Wlkp. Matka Helena zmarła tam 10 lipca 1945. Żona Froelicha wraz z córką Krystyną przez kilka lat tułały się z miejsca na miejsce, aż osiadły na stałe w Łodzi. Krystyna Froelich, aktorka, wraz z rodziną mieszka obecnie w Warszawie.